# Matías Defederico
Matías Adrián Defederico (* 5. März 1991 in Buenos Aires) ist ein ehemaliger argentinischer Fußballspieler.

## Karriere

### Verein
Defederico begann mit dem Vereinsfußball in der Nachwuchsabteilung von Club Atlético Huracán. 2007 wurde er in die Profimannschaft aufgenommen und absolvierte für sie 30 Ligaspiele. 2009 wechselte er zum brasilianischen Verein Corinthians São Paulo, konnte sich dort jedoch nicht durchsetzen. Der Verein verlieh ihn 2011 bis 2013 der Reihe nach an CA Independiente und seinen alten Verein CA Huracán. Zu Letzterem kehrte er dann 2013 zurück.
2014 heuerte er bei al-Dhafra an, wo der Durchbruch ebenfalls ausblieb. Nach einem halben Jahr kehrte er nach Argentinien zurück und spielte für Club Atlético Nueva Chicago.
Im Sommer 2015 wechselte er zum westtürkischen Erstligisten Eskişehirspor. Dem schlossen sich im Jahresrhythmus Engagements in Chile, Indien, Ecuador und Griechenland an. 2020 beendete er seine aktive Laufbahn in seiner Heimat.

### Nationalmannschaft
Seit 2012 spielt Defederico für die Argentinische Nationalmannschaft.

## Erfolge
Corinthians
- Copa do Brasil: 2009